# Ballana titusi
Ballana titusi är en insektsart som beskrevs av Ball 1910. Ballana titusi ingår i släktet Ballana och familjen dvärgstritar. Inga underarter finns listade i Catalogue of Life.